# Prinses Margriet (schip, 1966)
De Prinses Margriet is een zeewaardig instructieschip van het Koninklijk Onderwijsfonds voor de Scheepvaart (KOFS), dat later verbouwd werd tot superjacht Sherakhan. 
Vanaf 1921 voer het KOFS al met eigen instructieschepen die bij het onderwijs werden ingezet. In de zestiger jaren  moesten modernere schepen komen, waarvan ten minste een ook zeegaand was. Hierbij was het uitgangspunt, dat in het kader van het praktisch zeevaartonderwijs 12 daagse instructiereizen werden gemaakt in de West-Europese wateren. Ten behoeve van de uitvoering van deze taken ontving de stichting financiering van het Ministerie van Onderwijs, Kunsten en Wetenschappen. Om goed onderwijs te kunnen geven moesten er ook gelden uit particuliere bron worden aangeboord. 
In 1966 werd bij A. Vuijk & Zonen in Capelle aan den IJssel een schip besteld, dat door Prinses Margriet zelf werd gedoopt met haar naam. Het schip bood plaats aan 36 leerlingen van de landelijke zeevaartscholen, die langere tijd aan boord bleven. Er waren hutten, klaslokalen en faciliteiten om het vak van zeeman in de praktijk te leren. 
Stagiairs stuurlieden en R/O’s gingen mee voor één of hooguit twee weken. Het schip was onder de leerlingen berucht omdat het schip in zware zeegang sterk slingerde. Het had "zeeziektegarantie".
In 1991 werd het schip in gebruik genomen door het Maritiem Instituut Willem Barentsz, Terschelling, als leer- en logies-onderkomen. In 2001 formeel door de Noordelijke Hogeschool Leeuwarden. Het in de loop der jaren uitgewoonde schip zou worden verkocht en verbouwd en als jacht opnieuw in de vaart gebracht.

## Sherakhan
10 juli 2002 is het schip vertrokken van Terschelling naar Harlingen en daar 16 juli 2002 verkocht aan Unlimited Yacht Charter V.o.f. in Maarssen voor ombouw tot cruiseschip in de Middellandse Zee In Harlingen is het casco gestript en 2 augustus 2003 naar Scheepswerf Metz in  Urk gesleept, waar het is verbouwd. Het exterieur werd ontworpen door KMC & KHMB Enkhuizen, het interieur door Claudia Rijntjes. 
De stalen opbouw van het schip, die het slingeren bevorderde, werd vervangen door een aluminium opbouw en er werd een stabilisator ingebouwd. Iets wat bij de nieuwbouw nog niet gebruikelijk was. Het is 6 juni 2005 onder de nieuwe naam 'Sherakhan' vertrokken uit  Rotterdam en het had op 17 juni 2005 een officiële presentatie te Monaco. Op 23 juni 2005 vertrok het voor de eerste reis in de nieuwe functie.